# Chicha de uva
La chicha de uva —conocida de forma simple como chicha— es una bebida alcohólica tradicional de la zona central de Chile obtenida de la fermentación de la uva. Su consumo se asocia a las celebraciones del mes de septiembre, en el marco de las Fiestas Patrias chilenas.
No debe confundirse con el vino aun cuando se preparen de forma similar.

## Historia
Tiene sus orígenes en la tradición de los indígenas del sur de América de elaborar bebidas mediante la fermentación de diversos productos como el maíz. Con la llegada de los españoles y la incorporación de distintas especies botánicas, se comenzó a elaborar bebidas a partir de frutas, y de forma particular, de uva. Es así que, mientras en la zona andina el término «chicha» siguió asociado a la bebida de maíz fermentado, en Chile y Cuyo, la expresión «chicha» pasó a denominar a las bebidas obtenidas de la fermentación de la uva y de diversas otras frutas.
El clima mediterráneo y el suelo presente en la zona central de Chile facilitaron la propagación de la vid entre los siglos xvii y xviii, lo que llevó a la popularidad del mosto de la uva para la fabricación de chicha. A su vez, el consumo masivo del producto, así como su producción, se difundieron de forma amplia entre Santiago y Concepción entre los siglos xviii y xix.